# Ивайло
Вижте пояснителната страница за други личности с името Ивайло.
Ивайло (Кордокуба) е български цар в периода 1278 – 1279 г.
Византийските автори го наричат с прякорите Лахана и Бърдоква. Думата „лахана“ произлиза от гръцкото „λαχανον“, което означава „зеле“, в някои случаи „кисело зеле“. Този прякор на Ивайло е свързан и с друг – Кордокувас, който произлиза от думата „бърдоква“ – маруля, зеле.  Отделно от това проф Тодор Балкански застъпва виждане, че  Кордокоба идва  старобългарската дума коръда т.е. – ‘меч’  Според някои автори с прякорите Лахана и Бърдоква Ивайло е назоваван от аристократите, поради факта, че се е хранел предимно със зеле и маруля: „само с хляб и диви зеленчуци“ (Георги Пахимер). Истинското му име е известно благодарение на една приписка в Свърлижкото евангелие от 1279 г.

## Въстанието на Ивайло
Постоянните нашествия на татарите през 60-те и 70-те години на XIII век довеждат българското население до отчаяние. Цар Константин Тих – Асен (1257 – 1277) е неспособен да защити държавата и поданиците си. Това дава възможност на Ивайло да оглави народното недоволство и да стане водач на въстание, което започва през пролетта на 1277 г. През лятото на същата година Ивайло се изправя срещу монголо-татарите от Златната орда. Той успява да разгроми няколко татарски дружини, което му носи още по-голяма известност. За кратко време успява да прочисти страната от татарските банди и така все повече области преминават на негова страна и го признават за цар. В края на 1277 г. се състои битка между Ивайло и цар Константин Тих – Асен. Царската войска е напълно разгромена, а самият цар – посечен от Ивайло.
Византийският император Михаил VIII Палеолог вижда възможност да се възползва от положението в България. Той желае българският престол да се заеме от по-слаб владетел, който да бъде под негово влияние, затова решава да подкрепи сина на цар Мицо Асен (1256 – 1257), когото провъзгласява за цар под името Иван III Асен и жени за своята дъщеря Ирина Палеологина. Когато царица Мария, съпругата на Константин  Тих – Асен, научава за това, тя взема решение да предложи на Ивайло брак и съответно българския престол. Така Ивайло влиза в Търново и през пролетта на 1278 г. става законен български цар.

## Цар на българите
Обстоятелствата принуждават Ивайло да воюва на два фронта – срещу ромеите и срещу татарите. Първоначално удържа победи срещу ромейските войски на юг през лятото и есента на 1278 г. После потегля срещу татарите, но е принуден да се защитава в крепостта Дръстър. Обсадата продължава 3 месеца, а в Търново плъзва слух, че Ивайло е загинал. Търновските боляри отварят вратите на столицата пред Иван Асен III и съпровождащата го византийска войска (началото на 1279 г.). Неочаквано обаче Ивайло се появява пред Търново. В отговор на това в България навлиза 10-хилядна византийска войска. На 17 юли 1279 г. Ивайло изненадващо връхлита върху ромейския стан край Девина. Ромеите са напълно разгромени, След тази победа Ивайло смазва друга византийска армия, наброяваща 5000 души, в балканските проходи. Иван III Асен бяга от столицата, а болярите избират за цар деспот Георги I Тертер (1280 – 1292).

## Смърт
Войните обаче продължават прекалено дълго и селяните започват да напускат Ивайло. В променената обстановка след възцаряването на Георги I Тертер цар Ивайло отива в двора на татарския хан Ногай, който се намира в крепостта Облучица на Дунавската делта, с молба за помощ. В стана на хана идва и Иван III Асен, също търсейки съдействие. Отначало Ногай протака нещата, но подтикнат от византийската дипломация по време на един пир заповядва да посекат Ивайло. Любопитно тълкувание прави Георги Владимиров. Докато повечето български историци приемат, че Ивайло отива победен в стана на Ногай с цел търсене на помощ, то неговото виждане е, че става дума за дипломатическа визита. Според Владимиров към този момент нито Тертер, нито татарите имат окончателна победа над Ивайло.

## Лъжеивайловци
По-късно с името Ивайло си служат двама „лъжеивайловци“, които вдигат населението в Тракия и дори в Мала Азия против настъпващите османски турци.
Първият от тях се появява в Константинопол през 1294 г. За него споменава Георги Пахимер. Тъй като цар Ивайло е сред малцината в тогавашния свят, постигнали победи над татарите, споменаването на неговото име прави силно впечатление на съвременниците и неговото появяване се оказва истинска сензация в столицата на Византия. В същата година император Андроник II Палеолог организира кампания срещу турците в Мала Азия, които вече притесняват сериозно империята. Както посочва Пахимер този Псевдо-Лахана твърди, че ако императорът даде съгласието си, ще извърши велики дела срещу враговете. Първоначално самозванецът е арестуван, но силното недоволство на населението на Константинопол принуждава Андроник да го освободи, още повече, че както посочва Георги Пахимер той „изглеждал страшен за враговете и полезен за изпадналите в беда ромеи“. Императорът дава благоволението си Лъже-Ивайло да бъде прехвърлен на малоазийския бряг и да потегли с привържениците си срещу бейлика на Осман I. В редиците на Лъже-Ивайло се стичат многобройни доброволци, сред които орачи, пастири и др., всички те вярват в мисията му да спре нашествениците турци. Пахимер разказва: „Изглеждаше като че ли целият свят е тръгнал с него...“. Явно стреснат, императорът отказва да въоръжи тази стихийна тълпа и нарежда Лъже-Ивайло отново да бъде арестуван, с което приключва всичко. Интересно е да се отбележи, че според сведенията при появата си в Константинопол този Лъже-Ивайло води със себе си отряд българи.
Около десет години по-късно през 1304 – 1305 г. се появява втори Лъже-Ивайло. Той отново е от български произход, представя се със собственото си име Иван и с прякора Свинепаса (на гръцки Хировоскос), и твърди, че е участвал в „някои войни в България“. Той води дружина от 300 мъже с лъкове и боздугани и предлага помощта си на император Михаил IX Палеолог отново срещу турците. Този Лъже-Ивайло също е пратен в затвора, но се спасява като се позовава на средновековното право на убежище в една константинополска църква. След това събира отново хората си, преминава морето и разкъсва турската обсада на крепостта Кенхрей при река Бююк Мендерес, обръщайки в бяг турците. Но силите на българина са малочислени и когато скоро след това пристигат турски подкрепления, Иван е пленен. Тъй като за него турците поискват откуп от 500 златни перпери, той помолва наблюдаващите от крепостните стени на Кехрей ромеи да ги платят, но те отказват, тъй като сумата е твърде голяма. Тогава Иван се обръща на български към отряда си, за да ги окуражи, но някои от ромеите, разбиращи български, издават на турците, че той отправя люти закани. Тогава турците „се уплашили за себе си и го убили, защото сметнали, че ако освободят неумолимия враг, откупът и печалбата нямало да струват нищо“ според разказа на Георги Пахимер. Пак Пахимер предава и другата версия за съдбата на Иван, според която той успява да се спаси и се връща в балканските земи, където Михаил IX Палеолог му дава титлата „севаст“, и той воюва с отряд от 1000 души в района на Солун срещу съюзените турци и каталани.

## Произход
За произхода на Ивайло дълго време има предположения, че е от най-бедните слоеве на населението (проф. Петър Мутафчиев допуска че е свинарНа същото мнение е и проф. Ан. Пантев). В последно време, обаче някои учени оспорват селския произход на Ивайло. Проф. Йордан Андреев счита, че той произхожда не от селското, а от военизираното население на Източна Стара планина. Проф. Пламен Павлов подкрепя тази теза, отбелязвайки, че Ивайло и близките му сподвижници притежават военна подготовка, опит и оръжие. Той говори за „местен командир на военизирано селско население, независимо от ранга“, чиято несъмнена харизма и качества на водач и военачалник са подкрепени от известна начетеност, ярко слово, умение да въздейства върху разнородни обществени среди и познаване на психологията на средновековния човек. Допуска, че храненето му „с диви зеленчуци“ не е свидетелство за материална бедност (внушението на Пахимер), а специфичен начин на живот (то би могло да е постене поради набожност, някаква диета и пр.). Заключението на Пл. Павлов е, че няма основания Ивайло да бъде считан за „неук“ селянин.Проф. Божидар Димитров отбелязва десетките спечелени битки и военното изкуство на Ивайло, което смята, че „се владее само от военното съсловие, което всъщност е и аристокрацията на страната“; според него несигурните сведения за Ивайло като областен управител на Овеч (Провадия) могат да се приемат като работна хипотеза. Други автори също отхвърлят тезата за Ивайло като прост селянин.

### Спорове около името
Някои по-нови изследвания, предполагат, че е възможно оригиналното име да е било Иваил.Точно след л-то има размазано петно. Следва да се отбележи, че не е ясно дали текста в Свърлижкото евангелие "в дните на цар Иваила" е членуван или не. Възможно е името да е било „побългарено“. Констатин Иречек също отбелязва, че по онова  време името Ивайло не е популярно в България.
Също така някои изследователи допускат, че  тълкуванието на руският изследовател И.Срезневски - "Кордокувас" да се чете "Бърдоква" е неправилно и става дума за владетелски титул. Съществуват и интерпретации, че името всъщност е "Вълю"